# رودخانه ماناجبا
رودخانه ماناجبا (به لاتین: Manajeba River) یک رود در ماداگاسکار است که در ماداگاسکار واقع شده‌است.